# Tomoya Takahata
Tomoya Takahata (髙畑 智也 Takahata Tomoya?, nacido el 2 de diciembre de 1994 en Hyogo) es un futbolista japonés que se desempeña como centrocampista.

## Trayectoria

### Clubes
| Club          | País  | Año    |
| ------------- | ----- | ------ |
| SC Sagamihara | Japón | 2017 - |

## Estadística de carrera

### J. League
| Club          | Año   | J. League | J. League | Copa J. League | Copa J. League | Total | Total |
| Club          | Año   | Part.     | Goles     | Part.          | Goles          | Part. | Goles |
| ------------- | ----- | --------- | --------- | -------------- | -------------- | ----- | ----- |
| SC Sagamihara | 2017  | 1         | 0         | -              | -              | 1     | 0     |
| Total         | Total | 1         | 0         | 0              | 0              | 1     | 0     |